# Eutropio (historiador)
Eutropio (en latín: Eutropius) fue un historiador romano del siglo IV, magister memoriae de Constantinopla y cronista de Juliano el Apóstata en su expedición contra los persas en el año 363.

## Biografía
No se conoce demasiado sobre su vida y pudiera ser que bajo su nombre se confundan los hechos de diversos personajes homónimos. Pero la mayor parte de lo seguro que se sabe sobre él procede de los datos que suministra él mismo en su Breviarium historiae romanae («Epítome o compendio de historia romana»). Las copias conservadas de su obra lo llaman clarísimo y consular, así que es indudable que debió llegar a los más altos puestos del estado romano. Marcelo Empírico lo relaciona con Ausonio, lo que podría indicar su origen bordelés, pero su nombre es griego y la opinión más corriente admite que debía ser de origen oriental y sobrino del rétor Acacio de Cesarea.
Estuvo en Antioquía, donde se reencontró con el emperador Juliano el Apóstata, del cual era ferviente partidario. Y entró en la administración imperial como magister epistularum o secretario redactor de cartas de Constancio II (337-361). Él mismo afirma que participó o estuvo en la expedición que Juliano hizo en la primavera del año 363 contra los Persas. Después de haber sido praeses Ciliciae en 367-369, se convirtió en magister memoriae del emperador Valente, al cual dedicó su Breviarium historiae romanae en una fecha indeterminada. Parece no ser anterior al 367 (fecha de la primera expedición contra los godos del emperador Valente, a quien la dedicatoria da el título de "Gothicus Maximus») ni posterior al 378 (fecha de la muerte de este emperador).
En 371 él o alguien de su mismo nombre se convirtió en procónsul de Asia. Y durante su mandato fue acusado por Festo de haber participado en el complot de Teodoro, por lo que fue relevado de sus funciones. Absuelto por falta de pruebas, abandonó Asia para volver a Roma, donde fue comes rerum privatarum del emperador Graciano. Por entonces se escribió con el defensor del paganismo y aristócrata romano Símaco, y esta relación y la ausencia en su Breviarium de todo hecho concerniente a los cristianos —salvo una reserva hacia la política religiosa de Juliano— induce a creer que Eutropio era de confesión pagana. Entre 380 y 381, Teodosio I lo nombró pretorio del prefecto de Ilírico. En 387, compartió el consulado con Valentiniano II, un honor muy destacado.

## Obras
Eutropio compuso un Breviarium historiae romanae o "Compendio de historia romana» en diez libros. Fueron escritos durante el gobierno de Valente y cuenta sin demasiada retórica la historia de Roma desde su fundación hasta la época final del emperador Joviano (364) y la subida al poder de Valente.
Hasta el libro VI se narra la historia de los reyes de Roma y del periodo republicano. En el VII se trata sobre las dinastías Julio-Claudia y Flavia concluyendo con el asesinato de Domiciano. Los libros VIII al X se consagran a los sucesores de Domiciano hasta el reinado de Joviano. Cuidadosamente compilado, sobresale por su imparcialidad y su estilo llano, aunque su latín ya no es el clásico. Estos méritos lo convirtieron durante mucho tiempo en libro de enseñanza.
Para el período republicano, Eutropio dependió de un epítome de Tito Livio; para las partes posteriores, parece haber usado la obra biográfica de Suetonio y el perdido e hipotético Enmannsche Kaisergeschichte. En el final también podría haber recurrido a su propia experiencia personal.
El Breviarium fue continuado hasta el tiempo del emperador romano oriental Justiniano I por Paulo Diácono, y esta versión fue a su vez ampliada por el historiador lombardo Landolfus Sagax (c. 1000), y llevada hasta la época del emperador León V el Armenio (813-820) en la Historia Miscella.
De las traducciones griegas de Paeanius (alrededor de 380) y Capito Lycius (siglo VI), la versión del primero se conserva casi completa. La mejor edición de Eutropius es de H. Droysen (1879); contiene la versión griega y las ediciones ampliadas de Paulo Diácono y Landolfus. También existen numerosas ediciones y traducciones en inglés.